# Юдіта Штоурачова
Юдіта Штоурачова ( 24 лютого 1937, Градец-Кралове — 22 серпня 2017, Прага) — чеська економістка, амбасадорка Чеської Республіки в Белграді, а також ректорка приватного університету.

## Життєпис
Закінчила економічний університет, працювала у сфері зовнішньої торгівлі, а також у педагогічній, науковій та видавничій сферах. Працювала в Інституті зовнішніх економічних зв’язків МЗС, лише директоркою департаменту.
Вона займалася економічною дипломатією. Написала книгу «Економічна дипломатія Чеської Республіки» (2008). Рецензенти вважають цей текст першим вичерпним викладом даного питання. У книзі, серед іншого, пояснюється роль ключових державних інституцій, таких як Міністерство закордонних справ і Міністерство промисловості і торгівлі, а також представлені вимоги бізнес-спільноти щодо відносин між державою та суб’єктами господарювання. У сфері бізнесу вказується на великий дипломатський потенціал малих і середніх підприємств.
У Юдіти виникла ідея заснувати агентство підтримки зовнішньої торгівлі, а після створення CzechTrade в 1997 році вона була його першою генеральною директоркою до 2000 року.
З 2000 по 2004 рік була амбасадоркою у Белграді. Наприкінці свого перебування там вона отримала високу відзнаку - орден Югославської зірки.
Була віце-деканкою колишнього факультету бізнесу Університету економіки в Празі.
Після дипломатичної посади з 2005 по 2016 рр. працювала ректоркою приватного Університету міжнародних та громадських зв’язків у Празі. Згодом вона була володаркою звання почесної ректорки.

## Оцінка
Вона отримала орден Югославської зірки.
У 2007 році Південно-Моравський край нагородив її премією імені Франтішека Заха за підтримку чесько-сербських відносин.
У 2016 році отримала медаль «За заслуги» від президента Мілоша Земана.